# Drudeola sarraceniae
Drudeola sarraceniae är en svampart som först beskrevs av Peck & Cooke, och fick sitt nu gällande namn av Carl Ernst Otto Kuntze 1891. Drudeola sarraceniae ingår i släktet Drudeola, divisionen sporsäcksvampar och riket svampar.   Inga underarter finns listade i Catalogue of Life.